# 王芷蕾
王芷蕾（1958年2月25日—），本名王玉娟，臺灣女歌手，新北市板橋區人，籍貫浙江，目前是美國維吉尼亞州「觀光旅遊局國際事務代表」。父親服務於警界，家人喜愛歌唱。王芷蕾從小就有本事將收音機聽過的歌重新唱過，六歲曾得過教會「唱詩」比賽冠軍。父親為培養具有唱歌天份的王芷蕾，曾送王芷蕾到聲樂老師倪學銓處接受訓練。曾得金鐘獎最佳女歌星演員獎。

## 簡歷
王芷蕾於就讀泰北高中三年級期間，參加歌唱比賽，連續三次得到比賽「週冠軍」，獲得台視基本歌星合約。1977年，經由美黛介紹，加入馬來西亞的大聯唱片；同年，在台灣出版第一張專輯《情深深》。1980年，王芷蕾演唱翁清溪作曲的台視連續劇《秋水長天》（黃以功導播，蕭芳芳、劉德凱主演）主題曲，知名度大增。駱明道作曲的《海角天涯》也是王芷蕾加盟飛羚唱片時期的代表作品之一。此後，王芷蕾唱過《巴黎機場》、《秋潮向晚天》、《天長地久》、《海角天涯》、《花落春猶在》、《最難忘的人》、《金色山莊》……等多部台視連續劇的主題曲。
1983年，王芷蕾推出飛羚唱片時期最後一張專輯《週末的晚上》後，加盟飛碟唱片。1985年3月，王芷蕾推出加盟飛碟唱片時期第一張專輯《王芷蕾的天空》以全新時尚形象與音樂風格大受歡迎；其主打歌《台北的天空》（當時台視八點檔連續劇《花落春猶在》主題歌）反映1980年代台灣海外留學風潮下的留學生對台北市的記憶與鄉愁，流行甚廣。1985年9月，王芷蕾推出融合古典現代的《翩翩飛起》專輯，1986年，在獲得五次金鐘獎提名未得獎之後，以台視《王芷蕾專輯》獲得金鐘獎最佳女歌星演員獎。之後王芷蕾也在飛碟推出《冷冷的夏》(1986)、《春天的臉》(1987)、《悲歡歲月》(1988)等專輯，評價銷售皆受肯定。
1988年，王芷蕾推出加盟飛碟唱片時期最後一張專輯《悲歡歲月》。
2003年，應張清芳邀請，王芷蕾擔任張清芳個人演唱會嘉賓演唱「翩翩飛起」與「台北的天空」。2006年底，王芷蕾復出，與張小燕經營的豐華唱片簽約，推出《我們的天空》專輯。2007年，王芷蕾在台北舉行「台北的天空：王芷蕾演唱會」，並由公共電視台在2007年4月7日錄影播出。2010年5月王芷蕾推出現場錄音專輯《仰望》，並在各大教會展開慈善巡演。
王芷蕾出過三十多張專輯唱片，包括「秋水長天」、「天長地久」、「海角天涯」、「一千個春天」、「讓他們都知道」、「台北的天空」、「翩翩飛起」、「晚風」、「明天你是否依然愛我」、「冷冷的夏」、「流沙」、「今夜相思雨」、「悲歡歲月」……等代表作品。

## 專輯曲目
| 專輯名稱                          | 發行日期       | 發行公司 | 曲目 |
| --------------------------------- | -------------- | -------- | --- |
| 《我願》                          | 1977年         | 大聯機構 | 曲目 1. 我願 2. 天涯流星情 3. 嗨年輕人 4. 伊人何處 5. 滿園花開 6. 浪花吹醒情人夢 7. 浪花 8. 我又遇見你 9. 雲一朵 10. 就從今夜起 11. 星語 12. 醉在春風裡 |
| 《愛有明天》                      | 1977年         | 大聯機構 | 曲目 1. 愛有明天 2. 小姑娘 3. 開花結果在明天 4. 白蘭鴿 5. 他不在我身旁 6. 我不孤單 7. 我倆有明天 8. 月下年青人 9. 失落 10. 方磗路上 11. 誤解 12. 雲兒花兒都在笑 |
| 《花圍巾》                        | 1977年         | 大聯機構 | 曲目 1. 花圍巾 2. 愛神 3. 小雨打在我身上 4. 我的歸宿就是你 5. 祝你好運 6. 愛人的祝福 7. 失落 8. 歡聚 9. 關心你的人 10. 愛的船 11. 彩雲與我 12. 幸福園地 13. 海邊戀歌 14. 夜已深深 |
| 《白花飄雪花飄》                  | 1977年         | 大聯機構 | 曲目 1. 白花飄雪花飄 2. 约会的时光 3. 像和风 4. 纯洁美丽 5. 童年 6. 爱的怀抱最甜蜜 7. 晚钟 8. 可爱的女孩 9. 异乡细雨 10. 那天是周末 11. 烟水寒 12. 有情来看我 |
| 《情深深》                        | 1977年         | 大聯機構 | 曲目 1. 情深深 2. 春風春雨有情天 3. 鋪滿花瓣的小路 4. 幾時再相逢 5. 相愛在偶然 6. 一輩子都感激 7. 希望我愛你 8. 風雨情 9. 我忘不了 10. 一個微笑 11. 夢影依稀 12. 兒時遊伴 |
| 情深深                            | 1977年12月     | 麗歌唱片 | 曲目 1. 情深深 2. 相愛在偶然 3. 我忘不了 4. 鋪滿花瓣的小花 5. 一輩子都感激 6. 夢影依稀 7. 幾時再相逢 8. 春風春雨有情天 9. 微微一笑 10. 希望你愛我 11. 兒時的遊伴 12. 相愛在偶然 13. 風雨情                                                                                                   |
| 《把心聲寄給你》                  | 1978年         | 大聯機構 | 曲目 1. 把心聲寄給你 2. 飄雲，落花，愛 3. 那個男孩 4. 雲雀與白花 5. 一個我喜歡的男孩 6. 追求，追求，追求 7. 真情真愛 8. 月朦朧鳥朦朧 9. 我願是海鷗 10. 青青山脈 11. 翠谷傳情 12. 寂寞的心 |
| 《爱的故事》                      | 1978年         | 大聯機構 | 曲目 1. 春来人不来 2. 心声泪痕 3. 爱神的箭 4. 诉衷情 5. 梦里相思 6. 丢不下的情意 7. 难忘初恋的情人 8. 伴侣那里找 9. 痴痴的等 10. 一寸相思一寸泪 11. 爱的故事 |
| 《情诗写在彩云上》                | 1978年         | 豐榮唱片 | 曲目 1. 爱的乐园 2. 情诗写在彩云上 3. 碎心兰 4. 小溪 5. 花开时节 6. 又是黄昏 7. 当我轻轻闭上双眼 8. 相思点点愁 9. 爱的滋味 10. 落日余晖 11. 爱的向往 12. 黄昏的约会 |
| 花開季節                          | 1978年9月      | 麗歌唱片 | 曲目 1. 花開時節 2. 情詩寫在彩雲上 3. 愛的嚮往 4. 栽培 5. 小溪 6. 愛的樂園 7. 相思點點愁 8. 落日餘暉 9. 黃昏的約會 10. 碎心蘭 11. 又是黃昏 12. 愛的滋味甜蜜蜜 |
| 《當你想起我的時候》              | 1979年         | 豐榮唱片 | 曲目 1. 當你想起我的時候 2. 喜相逢 3. 花嫁 4. 喜臨門 5. 溫情滿人間 6. 合家歡 7. 訴不盡的情意 8. 春風吹花開 9. 祝福你 10. 好春宵 11. 第二春 12. 花月佳期 |
| 《王芷蕾第十集 與本地歌曲》       | 1979年         | 豐榮唱片 | 曲目 1. 午夜香吻 2. 你你你 3. 秋思曲 4. 愛從那裡來 5. 往日的舊夢 6. 我在靜靜等你 7. 叫我忘不了 8. 故鄉月 9. 白雲下的牧歌 10. 片片的懷念 11. 南海姑娘 12. 破碎的心 |
| 香火 (專輯)                       | 1979年7月      | 麗歌唱片 | 曲目 1. 香火 2. 一炷香火 3. 星月不分離 4. 細訴 5. 春花已開 6. 追憶 7. 秋水長天 8. 銀河 9. 愛有多深 10. 陣陣小雨 11. 昨日戀情 12. 風采萬千 |
| 《銀河 香火》                     | 1979年7月      | 豐榮唱片 | 曲目 1. 銀河 2. 細訴 3. 追憶 4. 昨日戀情 5. 春花已開 6. 風采萬千 7. 香火 8. 陣陣小雨 9. 一炷香火 10. 秋水長天 11. 星月不分離 12. 愛有多深 |
| 《朦胧的月色》                    | 1979年         | 豐榮唱片 | 曲目 1. 雪山盟 2. 朦胧的月色 3. 我要奔放 4. 等你的手来敲门 5. 遥远寄相思 6. 梦里相思 7. 为君愁 8. 丢不了的情意 9. 痴痴的等 10. 明月千里寄相思 11. 流浪的云 12. 我有一颗心 |
| 《王芷蕾 Vol. 13 南遊紀念金唱片》 | 1980年         | 豐榮唱片 | 曲目 1. 從會有那麼一天 2. 甜蜜蜜 3. 雪裡紅 4. 誰是知音人 5. 情人橋 6. 你最關心我 7. 為你天天在等待 8. 伴著你 9. 夏日最後一場小雨 10. 想見你一面 11. 昨夜你對我一笑 12. 花兒頭上插 |
| 《愛的夢鄉》                      | 1980年         | 豐榮唱片 | 曲目 1. 愛的夢鄉 2. 夜來香 3. 愛的小路 4. 三年 5. 一對鳥兒飛 6. 三個夢 7. 忘了我是誰 8. 拉沙沙央 9. 冬戀 10. 何日君再來 11. 一溪流水 12. 小舟海鷗 |
| 《就是一時想不起》                | 1980年         | 豐榮唱片 | 曲目 1. 就是一時想不起 2. 若我們相愛 3. 七夕雨 4. 感激 5. 又是一個秋 6. 媽媽的呼聲 7. 秋風 8. 聽我的歌 9. 原諒我吧心上人 10. 誰家娶新娘 11. 遊子吟 12. 微笑的送你走 |
| 何日再相逢                        | 1980年10月     | 麗歌唱片 | 曲目 1. 何日再相逢 2. 俠影香踪 3. 又件棕櫚 4. 誰家娶新娘 5. 芳草天涯 6. 媽媽的呼聲 7. 微笑的送你走 8. 若我們相愛 9. 聽我的歌 10. 我心留給你 11. 春意 12. 真心的呼喚 |
| 《王芷蕾 VOL.17 晚風吹醒你的夢》  | 1981年1月24日  | 豐榮唱片 | 曲目 1. 晚風吹醒你的夢 2. 未時路 3. 歸馬 4. 問白雲 5. 紫色的愛 6. 不如歸去 7. 雨夜訴情 8. 夢的衣裳 9. 愛語 10. 又見柳葉青 11. 激盪 12. 早鎖的庭院 |
| 網中人 (專輯)                     | 1981年6月      | 麗歌唱片 | 曲目 1. 網中人 2. 光陰隨風飄過去 3. 紫色的蓓蕾 4. 你從那裡來 5. 紫色的愛 6. 訴 7. 天長地久 8. 揮不掉的一片雲 9. 晚風吹醒你的夢 10. 彩鳳飛 11. 甜蜜的情意 12. 落日時分 |
| 《王芷蕾第十八集 我是一隻小雲雀》 | 1981年9月8日   | 豐榮唱片 | 曲目 1. 真心的呼喚 2. 雙棲雙飛 3. 甜蜜的情意 4. 我是一隻小雲雀 5. 又是春風吹 6. 揮不掉的一片雲 7. 落日時分 8. 千言萬語 9. 網中人 10. 你從那裡來 11. 絲絲小雨 |
| 《王芷蕾不朽名曲20首》            | 1982年5月21日  | 豐榮唱片 | 曲目 1. 春來人不來 2. 心聲淚痕 3. 我在靜靜等著你 4. 梅花夢 5. 沒有結果的愛情 6. 雪山盟 7. 為君愁 8. 月圓花好 9. 伴侶那裡找 10. 丟不了的情意 11. 難忘的初戀情人 12. 我有一顆心 13. 明月千里寄相思 14. 你曾經愛過我 15. 訴衷情 16. 愛情的箭 17. 愛的故事 18. 濛濛細雨憶當年 19. 一寸相思一寸淚 |
| 海角天涯                          | 1982年10月30日 | 飛羚唱片 | 曲目 1. 海角天涯 2. 奔馳 3. 就知不能 4. 我心不變掛 5. 我心無奈 6. 大鄉野 7. 你懂不懂 8. 我只屬於你 9. 寂寞 10. 我願意跟著你 11. 讓他們都知道 12. 迎向朝陽 |
| 《王芷蕾第19集 我心不變卦》       | 1982年         | 豐榮唱片 | 曲目 1. 我心不變卦 2. 有你真好 3. 請你別忘記 4. 男朋友 5. 讓他們都知道 6. 迎向朝陽 7. 就知不能 8. 我願意跟著你 9. 我只屬於你 10. 海角天涯 11. 你懂不懂 12. 問夕陽 |
| 《王芷蕾第20集 訴》               | 1982年         | 豐榮唱片 | 曲目 1. 寂寞 2. 你不要哭 3. 奔馳 4. 再說一聲愛我 5. 大鄉野 6. 我心無奈 7. 飄零的鹽 8. 訴 9. 紫色的蓓蕾 10. 天長地久 11. 彩鳳飛 12. 光陰隨風飄過 |
| 孤獨夢中                          | 1983年3月15日  | 飛羚唱片 | 曲目 1. 孤獨夢中 2. 今宵多珍重 3. 傷別離 4. 蜜語重重 5. 荷塘月色 6. 謝謝你 7. 遇見你 8. 皺痕 9. 相思重重 10. 薔薇頌 11. 那個人 12. 一葉小舟 |
| 週末的晚上                        | 1983年12月     | 飛羚唱片 | 曲目 1. 週末的晚上 2. 離別不再是永遠 3. 你來 4. 恨不鍾情在當年 5. 你不要哭 6. 逝去的戀情 7. 秋潮向晚天 8. 想你在夢裡 9. 你為什麼要回來 10. 梅花 11. 思愁 12. 長記在心田 |
| 雅歌新韻 (一)                     | 1984年3月      | 飛羚唱片 | 曲目 1. 黃昏小唱 2. 我是一隻畫眉鳥 3. 月光小夜曲 4. 好春宵 5. 憶良人 6. 回娘家 7. 康定情歌 8. 夜上海 9. 加多一點點 10. 岷江夜曲 11. 葡萄仙子 12. 送君 |
| 一千個春天                        | 1984年4月27日  | 飛羚唱片 | 曲目 1. 一千個春天 2. 歸屬 3. 心冷的時候 4. 不再失落 5. 你為什麼要回來 6. 就知不能 7. 今晚不要說再見 8. 無名小子 9. 月下誓言 10. 忘 |
| 雅歌新韻 ( 二 )                   | 1984年9月      | 飛羚唱片 | 曲目 1. 明日之歌 2. 紅花襟上插 3. 不了情 4. 花兒落誰家 5. 賣相思 6. 相思夜夜深 7. 藍與黑 8. 月兒彎彎照九洲 9. 上山岡 10. 希望在明天 11. 一年又一年 12. 情意相投 |
| 王芷蕾電視金曲                    | 1984年         | 台視文化 | 曲目 1. 海角天涯 2. 一千個春天 3. 最難忘的人 4. 秋潮向晚天片頭曲 5. 秋潮向晚天 6. 彩鳳飛 7. 皺痕 8. 倚天屠龍記 9. 俠影香踪 10. 巴黎機場 11. 情深深 12. 何日再相逢 13. 天長地久 14. 秋水長天                                                                                                  |
| 王芷蕾的天空                      | 1985年3月1日   | 飛碟唱片 | 曲目 1. 想哭的時候 2. 台北的天空(臺視連續劇「花落春猶在」主題曲) 3. 請不要說再見(臺視連續劇「串串風鈴響」主題曲) 4. 是誰說過 5. 重說 6. 不要流淚 7. 最後離開的請關燈 8. 不想停留 9. 愛過 10. 我會在你熟悉的地方                                                                              |
| 翩翩飛起                          | 1985年9月      | 飛碟唱片 | 曲目 1. 翩翩飛起 2. 晚風 3. 長相思 4. 遠問 5. 一萬里外 6. 別說珍重 7. 每一個晚上 8. 走不完的圓 9. 不再是雨季 10. 明天你是否依然愛我 |
| 冷冷的夏                          | 1986年7月25日  | 飛碟唱片 | 曲目 1. 流沙 2. 也是幸運 3. 心鎖 4. 遙遠的彩虹 5. 交錯 6. 冷冷的夏 7. 微風 8. 給你 小王子 9. 曾經 10. 共舞的夜晚 |
| 春天的臉                          | 1987年4月      | 飛碟唱片 | 曲目 1. 你有一張不被看見的臉 2. 這個世界 3. 邊界 4. 春蠶 5. 在這樣一個夜裡 6. 今夜相思雨 7. 繭愛 8. 相思藤 9. 愛過以後 10. 許多時候 11. 搖籃曲 |
| 悲歡歲月                          | 1988年6月24日  | 飛碟唱片 | 曲目 1. 根 2. 悲歡歲月 3. 是否依然深愛著我 4. 八千里的相會 5. 無聲的飄落 6. 冷冷的風 7. 如果，我寧可 8. 不要再哭泣 9. 再一次燃燒 10. 悲歡歲月 (演奏曲) |
| 心 (專輯)                         | 1995年5月      | 福茂唱片 | 曲目 1. 今生若比永恆長 2. 耶穌愛你 3. 珍惜 4. 風和愛 5. 勸 6. 平安夜裡真平安 7. 給我換顆心 8. 為什麼拒絕 9. 怎能 10. 不會太遲 11. 祢認識我 12. 歸宿 13. 給我換顆心(王芷蕾/天韻合唱團) 14. 耶穌愛你(演奏曲)                                                                                   |
| 我們的天空 (專輯)                 | 2006年11月17日 | 豐華唱片 | 曲目 1. 秋水長天 2. 海角天涯 3. 秋潮向晚天 4. 玉卿嫂 5. 台北的天空 6. 一千個春天 7. 讓他們都知道 8. 翩翩飛起 9. 悲歡歲月 10. 昨天再見 11. 耶穌愛你 12. 台北的天空(2006經典搖滾版) |
| 仰望 (專輯)                       | 2010年5月7日   | 豐華唱片 | 曲目 1. 仰望 2. You raise me up 3. 晚風 4. 每一個晚上 5. 最難忘的人 6. 耶穌愛你 7. 我知誰掌管明天 8. 仰望 (快樂版) 9. 看我聽我感覺我 10. 明天你是否依然愛我 11. 流沙 |

## 主持
- 台視《美的觸角》（純歌唱節目，彭達製作，共136集，播映期間：1985年1月7日至1985年6月17日每週一14:30～15:00，1985年6月24日至1986年4月30日每週三16:00～16:30，1986年5月10日至1987年9月25日每週五16:00～16:30。）
- 台視《王芷蕾專輯》（播映期間：1982年12月24日23:00～24:00，1983年12月26日17:00～18:00，1984年12月24日21:30～23:00，1985年12月26日21:30～23:00。）

## 家庭
王芷蕾與飛碟唱片合約期滿之後，與美國的電腦硬體商人鄭叔霆（James Cheng，四歲時即隨全家從台灣移民美國，2010年起擔任美國維吉尼亞州「商務暨貿易廳長」，共和黨籍）結婚，婚後定居美國大華府地區，退出影藝圈。
2012年經由代理孕母方式生下一子。

## 資料來源
- 台灣大百科全書——王芷蕾 （页面存档备份，存于）

| 前任： 陳淑樺 | 金鐘獎最佳女歌星獎 1986 | 繼任： 蘇芮 |